# Mohammad Reza Nouri Shahroudi
Mohammad-Reza Nouri Shahroudi (persisch محمدرضا نوری شاهرودی; bl. seit 1991) ist ein iranischer Diplomat, der seit 4. Mai 2017 Botschafter in Maskat ist.

## Werdegang
Von 1991 bis Juli 1996 war er Botschafter in Tripolis.
Von 1997 bis 13. September 2000 war er Botsschafer in Riad (Saudi-Arabien).
Am 27. August 2018 präsentierte er in seiner Eigenschaft als Botschafter in Maskat, Qabus ibn Said die Einladung zum Gipfeltreffen des Asia Cooperation Dialogue.